# No Love in Town
A Pannonia Allstars Ska Orchestra No Love in Town című EP-je 2011. november 29-én jelent meg rendhagyó formátumban, okostelefonokra fejlesztett applikációban. Az alkalmazásban a PASO-honlap, a Facebook-, Myspace-oldal és a YouTube-csatorna tartalmai mellett további extra videók, csengőhangok és játék is található. Az alkalmazás letöltése két hétig ingyenes volt, utána jelképes összegért vált beszerezhetővé.
Az applikáció két változata: prémium (a fenti tartalmak mellett az EP-vel) és alapverzió (az EP nélkül). Az alapváltozat a két hét után is ingyenes maradt. Az applikációt a győri székhelyű HelloAndroid cég fejlesztette.
A lemez beszerzésének alternatív módja: az EP-hez kapcsolódó pólók címkéje letöltési kódot is tartalmaz, ennek segítségével a hanganyag letölthető a zenekar honlapjáról.
A No Love in Town EP további érdekessége, hogy a címadó dalhoz okostelefonokkal forgatott videóklip készült New Yorkban.

## Az EP tartalma
1. She's my Baby
2. No Love in Town
3. Liebestraum / Szerelmi álmok
4. Sad & Empty
5. Cleopatra Dub (Victor Rice dub mix)
6. No Love in Town videóklip
7. Cleopatra Dub videó (Victor Rice live dub mixing)